# Rada Wojenna (Cesarstwo chińskie)
Rada Wojenna – drugi, obok Sekretariatu Cesarskiego, najwyższy organ władzy ustawodawczej w Chinach za rządów dynastii Qing.
Została utworzona w czasie jednej z kampanii przeciwko Dżungarom. Początkowo jej zadaniem było zapewnienie lepszej koordynacji prowadzonym działaniom wojennym, później zaczęła się zajmować wszystkimi ważniejszymi sprawami państwa. Ustalała liczebność armii i wysokość żołdu, redagowała teksty cesarskich dekretów i postanowień, a także wydawała wyroki w procesach politycznych szczególnej wagi.
Jej liczebność nie była z góry ustalona, określał ją cesarz. Dominującą grupę stanowili w niej z reguły Mandżurowie, znacznie mniej było Hanów czy Mongołów.
W 1911 została zastąpiona Najwyższą Tajną Radą.